# Championnats nationaux de cyclisme sur route en 2024
Navigation
2023 2025
Les Championnats nationaux de cyclisme sur route en 2024 commencent dès janvier pour l'Australie et la Nouvelle-Zélande. La plupart des championnats nationaux de cyclisme ont lieu aux mois de juin et juillet.

## Champions 2024

### Élites hommes
| Pays                            | Course en ligne                                             | Contre-la-montre                                   |
| ------------------------------- | ----------------------------------------------------------- | -------------------------------------------------- |
| Afrique du Sud                  | Ryan Gibbons (Lidl-Trek)                                    | Ryan Gibbons (Lidl-Trek)                           |
| Albanie                         | Olsian Velia (Tirana Team)                                  | Olsian Velia (Tirana Team)                         |
| Algérie                         | Azzedine Lagab (Madar Pro Cycling Team)                     | Azzedine Lagab (Madar Pro Cycling Team)            |
| Allemagne                       | Marco Brenner (Tudor)                                       | Nils Politt (UAE Emirates)                         |
| Angola                          | Igor Silva (Jair Transportes de Benguela)                   | Dário António (GD Interclub)                       |
| Anguilla                        | Sherwin Osborne                                             |                                                    |
| Antigua-et-Barbuda              | Jyme Bridges (Team Viper)                                   | Robert Marsh (East Side Raiders)                   |
| Argentine                       | Laureano Rosas                                              | Sergio Fredes                                      |
| Australie                       | Luke Plapp (Jayco AlUla)                                    | Luke Plapp (Jayco AlUla)                           |
| Autriche                        | Alexander Hajek (Bora-Hansgrohe)                            | Felix Großschartner (UAE Emirates)                 |
| Azerbaïdjan                     | Musa Mikayilzade                                            | Musa Mikayilzade                                   |
| Bahamas                         | Jay Major                                                   | Kevin Daley                                        |
| Barbade                         | Joshua Kelly (City Bikes)                                   | Jacob Kelly (Sentry-Glassesco Club)                |
| Belgique                        | Arnaud De Lie (Lotto-Dstny)                                 | Tim Wellens (UAE Emirates)                         |
| Belize                          | Cory Williams (Miami Blazers)                               | Cory Williams (Miami Blazers)                      |
| Bénin                           | Ricardo Sodjede (SAS Vélo Club)                             | Ricardo Sodjede (SAS Vélo Club)                    |
| Bermudes                        | Kaden Hopkins (Vendée U)                                    | Kaden Hopkins (Vendée U)                           |
| Biélorussie                     | Yauhen Sobal (Minsk CC)                                     | Yauheni Karaliok (Minsk CC)                        |
| Bolivie                         | Alexander Donaire                                           | Eduardo Moyata                                     |
| Bosnie-Herzégovine              | Vedad Karić (BK Tajan)                                      | Husein Selimović (BK Tuzla)                        |
| Botswana                        | Matlhogonolo Botlhole (Swift Cycling Club)                  | Matlhogonolo Botlhole (Swift Cycling Club)         |
| Brésil                          | Roberto Pinheiro (UniFunvic-Pindamonhangaba)                | Diego Mendes (Soul Cycles-Santos)                  |
| Bulgarie                        | Georgi Lumparov (Hemus 1896)                                | Emil Stoynev (CC Vitosha)                          |
| Burkina Faso                    | Paul Daumont (Guidon Sprinter Canalien)                     |                                                    |
| Cameroun                        | Clovis Kamzong (SNH Vélo Club)                              |                                                    |
| Canada                          | Michael Woods (Israel-Premier Tech)                         | Pier-André Côté (Israel Premier Tech Academy)      |
| Cap-Vert                        | Miklos Mota                                                 | Eliezer Soares                                     |
| Chili                           | Francisco Kotsakis (Stamina Racing)                         | José Luis Rodriguez (Plus Performance-Solutos)     |
| Chine                           | Hao Ran (Hainan Wuzhishan)                                  | Miao Chengshuo (Shandong Green Orange Continental) |
| Chypre                          | Andréas Miltiádis (Terengganu)                              | Andréas Miltiádis (Terengganu)                     |
| Colombie                        | Alejandro Osorio (GW Shimano-Sidermec)                      | Daniel Martinez (Bora-Hansgrohe)                   |
| Corée du Sud                    | Jang Kyung-gu (Geumsan Insam Cello)                         | Choe Hyeong-min (Geumsan Insam Cello)              |
| Costa Rica                      | Daniel Bonilla (Colono-Bikestation-Kölbi)                   | Jason Huertas (Colono-Bikestation-Kölbi)           |
| Côte d'Ivoire                   | Issiaka Cissé (Société Omnisports de l'Armée)               |                                                    |
| Croatie                         | Viktor Potočki (Ljubljana Gusto Santic)                     | Nicolas Gojković (Adria Mobil)                     |
| Cuba                            | José Domínguez (La Habana)                                  | Yariel de León                                     |
| Danemark                        | Rasmus Søjberg (Decathlon AG2R La Mondiale Development)     | Johan Price-Pejtersen (Bahrain Victorious)         |
| Dominique                       | Kohath Baron                                                |                                                    |
| Égypte                          | Hassan Elseify                                              |                                                    |
| Émirats arabes unis             | Khalid Mayouf                                               | Abdulla Alhammadi (UAE Emirates Gen-Z)             |
| Équateur                        | Jhonatan Narváez (Ineos Grenadiers)                         | Richard Carapaz (EF Education-EasyPost)            |
| Érythrée                        | Natnael Tesfatsion (Lidl-Trek)                              | Amanuel Ghebreigzabhier (Lidl-Trek)                |
| Espagne                         | Alex Aranburu (Movistar)                                    | David de la Cruz (Q36.5)                           |
| Estonie                         | Norman Vahtra (Van Rysel-Roubaix)                           | Rein Taaramäe                                      |
| Eswatini                        | Kwanele Jele                                                |                                                    |
| États-Unis                      | Sean Quinn (EF Education-EasyPost)                          | Brandon McNulty (UAE Emirates)                     |
| Finlande                        | Jaakko Hänninen (Decathlon AG2R La Mondiale)                | Trond Larsen (IK-32)                               |
| France                          | Paul Lapeira (Decathlon AG2R La Mondiale)                   | Bruno Armirail (Decathlon AG2R La Mondiale)        |
| Géorgie                         | Avtandil Piranishvili                                       | Avtandil Piranishvili                              |
| Ghana                           | Francis Amu (FCG Cycling Club)                              | Prince Quay (TBT Cycling Club)                     |
| Grande-Bretagne                 | Ethan Hayter (Ineos Grenadiers)                             | Joshua Tarling (Ineos Grenadiers)                  |
| Grèce                           | Nikifóros Arvanítou (AO Thiseas)                            | Polychrónis Tzortzákis (Talos ANEK Lines)          |
| Grenade                         | Red Walters (XSpeed United Continental)                     | Red Walters (XSpeed United Continental)            |
| Guam                            |                                                             | Dan Aponik                                         |
| Guatemala                       | Sergio Chumil (Burgos-BH)                                   | Manuel Rodas (Decorabaños-AC Quetzaltenango)       |
| Guyana                          | Briton John (WS United)                                     | Briton John (WS United)                            |
| Honduras                        | Diler Martínez (ProBikes-Cemplus)                           | Fredd Matute                                       |
| Hong Kong                       | Mow Ching-yin (HKSI)                                        | Vincent Lau Wan-yau (HKSI)                         |
| Hongrie                         | Attila Valter (Jumbo-Visma)                                 | Barnabás Peák (Adria Mobil)                        |
| Îles Caïmans                    | Chris Bodden                                                | Victor Magalhaes                                   |
| Îles Vierges britanniques       | Calvin Smith                                                | Philippe Leroy                                     |
| Îles Vierges des États-Unis     | Stephen Swanton                                             | Stephen Swanton                                    |
| Inde                            | Manjeet Kumar                                               | Naveen John                                        |
| Indonésie                       | Terry Yudha Kusuma (Kelapa Gading Bikers)                   | Aiman Cahyadi (Terengganu)                         |
| Iran                            | Hasan Seyfollahifard                                        | Saeid Safarzadeh                                   |
| Irlande                         | Darren Rafferty (EF Education-EasyPost)                     | Eddie Dunbar (Jayco AlUla)                         |
| Islande                         | Kristinn Jónsson (HFR)                                      | Ingvar Ómarsson (Breiðablik)                       |
| Israël                          | Oded Kogut (Israel-Premier Tech)                            | Oded Kogut (Israel-Premier Tech)                   |
| Italie                          | Alberto Bettiol (EF Education-EasyPost)                     | Filippo Ganna (Ineos Grenadiers)                   |
| Jamaïque                        | Andrew Ramsay (Elevation Cycling Club)                      | Oshane Williams (Cornwall Cycling Club)            |
| Japon                           | Marino Kobayashi (Matrix Powertag)                          | Sohei Kaneko (Gunma-Grifin Racing)                 |
| Kazakhstan                      | Dmitriy Gruzdev (Astana Qazaqstan)                          | Dmitriy Gruzdev (Astana Qazaqstan)                 |
| Kosovo                          | Blerton Nuha (KC Kastrioti Ferizaj)                         | Albion Ymeri (KC Prishtina)                        |
| Laos                            | Ariya Phounsavath (Roojai Insurance)                        | Ariya Phounsavath (Roojai Insurance)               |
| Lesotho                         | Kabelo Makatile                                             | Kabelo Makatile                                    |
| Lettonie                        | Emīls Liepiņš (dsm-firmenich PostNL)                        | Alekss Krasts (Voltas-Tartu 2024 by CCN)           |
| Liban                           | Georges Iskandar                                            | Jihad Al Ahmad                                     |
| Lituanie                        | Venantas Lašinis (Energus Cycling Team)                     | Venantas Lašinis (Energus Cycling Team)            |
| Luxembourg                      | Kevin Geniets (Groupama-FDJ)                                | Arthur Kluckers (Tudor)                            |
| Macédoine du Nord               | Kristijan Vanchevski (MVK Veles)                            | Darko Simonovski (Novapor Speedbike)               |
| Malaisie                        | Nur Amirul Fakhruddin Mazuki (Terengganu)                   | Nur Aiman Rosli (Terengganu)                       |
| Mali                            | Moussa Togola (Club Airness de Bamako)                      |                                                    |
| Malte                           | Aidan Buttigieg (D Sports Lab)                              | Aidan Buttigieg (D Sports Lab)                     |
| Maroc                           | El Houçaine Sabbahi (Club Al Boughaz de Tanger)             | Adil El Arbaoui (AVC Khourigba)                    |
| Maurice                         | Christopher Lagane (Faucon Flacq SC-KFC-Pepsi)              | Christopher Lagane (Faucon Flacq SC-KFC-Pepsi)     |
| Mexique                         | Edgar Cadena (Petrolike)                                    | Edgar Cadena (Petrolike)                           |
| Mongolie                        | Bilguunjargal Erdenebat (Ferei-Quick-Panda Podium Mongolia) | Jambaljamts Sainbayar (Burgos-BH)                  |
| Monténégro                      | Aleksandar Radunović (BK Dinamo Zagreb)                     | Aleksandar Radunović (BK Dinamo Zagreb)            |
| Namibie                         | Alex Miller (Team Cathy)                                    | Dricus Coetzee (Hollard Insurance)                 |
| Nicaragua                       | Argenis Vanegas (Team Kilos)                                | Argenis Vanegas (Team Kilos)                       |
| Norvège                         | Markus Hoelgaard (Uno-X Mobility)                           | Søren Wærenskjold (Uno-X Mobility)                 |
| Nouvelle-Zélande                | Aaron Gate (Burgos-BH)                                      | Logan Currie (Lotto Dstny)                         |
| Oman                            | Mohammed Al Wahibi (Cycle KOM)                              | Abdulraham Al Yaqoobi (Cycle KOM)                  |
| Ouganda                         | Lawrence Lorot (Ride United)                                |                                                    |
| Ouzbékistan                     | Dmitriy Bocharov (Tashkent City Professional)               | Nikita Tsvetkov (Tashkent City Professional)       |
| Pakistan                        | Muhammad Bilal (Pakistan Army)                              | Muhammad Bilal (Pakistan Army)                     |
| Panama                          | Franklin Archibold (Panamá es Cultura y Valores)            | Franklin Archibold (Panamá es Cultura y Valores)   |
| Paraguay                        | Fernando Ferreira (Vivo-Conecta)                            | Daniel Riveros                                     |
| Pays-Bas                        | Dylan Groenewegen (Jayco AlUla)                             | Daan Hoole (Lidl-Trek)                             |
| Pérou                           | Bill Toscano (Sevenbikers Perú)                             | Bill Toscano (Sevenbikers Perú)                    |
| Philippines                     | Jonel Carcueva (Go for Gold Philippines)                    | Nichol Blanca Pareja (Victoria Sports)             |
| Pologne                         | Norbert Banaszek (Mazowsze Serce Polski)                    | Filip Maciejuk (Bora-Hansgrohe)                    |
| Porto Rico                      | Elvys Reyes                                                 | Elvys Reyes                                        |
| Portugal                        | Rui Costa (EF Education-EasyPost)                           | António Morgado (UAE Emirates)                     |
| République dominicaine          | Rudy Germoso (Verrazano-San Cristóbal)                      | Junior Marte (Verrazano-San Cristóbal)             |
| République tchèque              | Tomáš Přidal (Elkov-Kasper)                                 | Mathias Vacek (Lidl-Trek)                          |
| Roumanie                        | Cristian Raileanu (CSA Steaua București)                    | Emil Dima (ACS Savorya)                            |
| Russie                          | Petr Rikunov (Tyumen Region)                                | Petr Rikunov (Tyumen Region)                       |
| Rwanda                          | Vainqueur Masengesho (Benediction Club)                     | Moïse Mugisha (Benediction Club)                   |
| Saint-Vincent-et-les-Grenadines | Zefal Bailey                                                | Zefal Bailey                                       |
| Sainte-Lucie                    | Eltus Joseph                                                | Stanislas Williams                                 |
| Salvador                        | Brandon Rodríguez                                           | Brandon Rodríguez                                  |
| Serbie                          | Ognjen Ilić (Ferei-CCN Metalac)                             | Dušan Rajović (Bahrain Victorious)                 |
| Seychelles                      | Jean-Yves Souyave (Vélo Club de l'Ouest)                    | Jean-Yves Souyave (Vélo Club de l'Ouest)           |
| Singapour                       | Boon Kiak Yeo (RS Factor Racing)                            | Boon Kiak Yeo (RS Factor Racing)                   |
| Slovaquie                       | Lukáš Kubiš (Elkov-Kasper)                                  | Lukáš Kubiš (Elkov-Kasper)                         |
| Slovénie                        | Domen Novak (UAE Emirates)                                  | Matej Mohorič (Bahrain Victorious)                 |
| Suède                           | Jacob Eriksson (Tudor)                                      | Jakob Söderqvist (Lidl-Trek Future Racing)         |
| Suisse                          | Mauro Schmid (Jayco AlUla)                                  | Stefan Küng (Groupama-FDJ)                         |
| Suriname                        | Moses Rickets                                               | Jaïr Nortan                                        |
| Taïwan                          | Feng Chun-kai (Utsunomiya-Blitzen)                          | Feng Chun-kai (Utsunomiya-Blitzen)                 |
| Thaïlande                       | Thanakhan Chaiyasombat (Thailand Continental)               | Thanakhan Chaiyasombat (Thailand Continental)      |
| Trinité-et-Tobago               | Akil Campbell (PSL Cycling Club)                            | Liam Trepte (Cornwall Cycling Club)                |
| Togo                            | Panawe Dedema (Club de la Modèle)                           |                                                    |
| Tunisie                         | Mohamed Aziz Dellai                                         | Mohamed Aziz Dellai                                |
| Turquie                         | Doğukan Arıkan (Spor Toto)                                  | Ahmet Örken (Spor Toto)                            |
| Ukraine                         | Serhii Sydor (Ukraine Cycling Academy)                      | Vitaliy Hryniv                                     |
| Uruguay                         | Leonel Rodríguez (Cerro Lago)                               | Agustín Moreira (Cerro Lago)                       |
| Venezuela                       | Anderson Paredes (Carabobo)                                 | Orluis Aular (Caja Rural-Seguros RGA)              |
| Viêt Nam                        | Ngô Văn Phượng                                              | Nguyễn Tuân Vũ                                     |
| Zambie                          | Levy Pyele (Kansanshi Team)                                 |                                                    |
| Zimbabwe                        | Andrew Chikwaka (Siyephambili Club)                         | Andrew Chikwaka (Siyephambili Club)                |

### Élites femmes
| Championnats nationaux | Championnats nationaux                                         | Championnats nationaux                                              | Championnats nationaux |
| Pays                   | Course en ligne                                                | Contre-la-montre                                                    |                        |
| ---------------------- | -------------------------------------------------------------- | ------------------------------------------------------------------- | ---------------------- |
| Afrique du Sud         | Carla Oberholzer                                               | Hayley Preen                                                        |                        |
| Algérie                | Yasmine Elmeddah                                               | Nesrine Houili                                                      |                        |
| Allemagne              | Franziska Koch (Team dsm-firmenich PostNL)                     | Mieke Kröger                                                        |                        |
| Argentine              | Maria Mercedes Fadiga (Saint-Gobain La Segunda Ladies Power)   | Carolina Maldonado                                                  |                        |
| Australie              | Ruby Roseman-Gannon (Liv AlUla Jayco)                          | Grace Brown (FDJ-Suez)                                              |                        |
| Autriche               | Anna Kiesenhofer (Roland)                                      | Anna Kiesenhofer (Roland)                                           |                        |
| Barbade                | Amber Joseph                                                   | Amber Joseph                                                        |                        |
| Belgique               | Lotte Kopecky (SD Worx-Protime)                                | Lotte Kopecky (SD Worx-Protime)                                     |                        |
| Belize                 | Kaya Cattouse                                                  | Kaya Cattouse                                                       |                        |
| Biélorussie            | Hanna Tserakh (BTC City Ljubljana Zhiraf Ambedo)               | Hanna Tserakh (BTC City Ljubljana Zhiraf Ambedo)                    |                        |
| Bosnie-Herzégovine     | Karla Kastura                                                  |                                                                     |                        |
| Brésil                 | Tamires Fanny Radatz                                           | Ana Vitória Magalhães (Bepink-Bongioanni)                           |                        |
| Canada                 | Olivia Baril (Movistar Team)                                   | Paula Findlay                                                       |                        |
| Chili                  | Catalina Vidaurre                                              | Aranza Villalón (Soltec Iberoamérica Costa Cálida)                  |                        |
| Chine                  | Hao Zhang (China Liv Pro Cycling)                              |                                                                     |                        |
| Chypre                 | Ántri Christofórou (Roland)                                    | Ántri Christofórou (Roland)                                         |                        |
| Colombie               | Paula Patiño (Movistar Team)                                   | Diana Peñuela (DNA Pro Cycling)                                     |                        |
| Costa Rica             |                                                                | Sofia Quiros                                                        |                        |
| Croatie                | Majda Horvat                                                   | Majda Horvat                                                        |                        |
| Cuba                   | Arlenis Sierra (Movistar Team)                                 | Arlenis Sierra (Movistar Team)                                      |                        |
| Danemark               | Rebecca Koerner (Uno-X Mobility)                               | Emma Norsgaard Bjerg (Movistar Team)                                |                        |
| Émirats arabes unis    | Safia Al Sayegh (UAE Team ADQ)                                 | Safia Al Sayegh (UAE Team ADQ)                                      |                        |
| Équateur               | Natalia Vasquez (Matos Mobility-Optiria Women Team)            | Miryam Núñez (Primeau Vélo - Groupe Abadie)                         |                        |
| Érythrée               | Kisanet Teages                                                 | Adiam Dawit                                                         |                        |
| Espagne                | Usoa Ostolaza (Laboral Kutxa-Fundación Euskadi)                | Mireia Benito (AG Insurance-Soudal Team)                            |                        |
| Estonie                | Laura Lizette Sander (AG Insurance-Soudal NXTG)                | Laura Lizette Sander (AG Insurance-Soudal NXTG)                     |                        |
| États-Unis             | Kristen Faulkner (EF Education-Cannondale)                     | Taylor Knibb                                                        |                        |
| Finlande               | Anniina Ahtosalo (Uno-X Mobility)                              | Anniina Ahtosalo (Uno-X Mobility)                                   |                        |
| France                 | Juliette Labous (Team dsm-firmenich PostNL)                    | Audrey Cordon-Ragot (Human Powered Health)                          |                        |
| Grèce                  | Argyro Milaki                                                  | Varvara Fasoi (Παναθηναϊκός Αθλητικός Όμιλος)                       |                        |
| Guatemala              | Gabriela Soto                                                  | Gabriela Soto                                                       |                        |
| Hong Kong              | Sze-wing Lee (HKSI Pro Cycling Team)                           | Wing Yee Leung (China Liv Pro Cycling)                              |                        |
| Hongrie                | Blanka Vas (SD Worx-Protime)                                   | Petra Zsankó (RC ARBÖ-Tom Tailor-RBK-Wörgl)                         |                        |
| Inde                   | Swasti Singh                                                   | Monika Jat                                                          |                        |
| Indonésie              | Ayustina Priatna (Astana Dewi Women Team)                      | Dewika Sova                                                         |                        |
| Irlande                | Fiona Mangan (Cynisca Cycling)                                 | Fiona Mangan (Cynisca Cycling)                                      |                        |
| Islande                | Hafdís Sigurðardóttir (Hjólreiðafélag Akureyrar)               | Hafdís Sigurðardóttir (Hjólreiðafélag Akureyrar)                    |                        |
| Israël                 | Rotem Gafinovitz (Hess Cycling Team)                           | Rotem Gafinovitz (Hess Cycling Team)                                |                        |
| Italie                 | Elisa Longo Borghini (Lidl-Trek)                               | Vittoria Guazzini (FDJ-Suez)                                        |                        |
| Japon                  | Eri Yonamine (Laboral Kutxa-Fundación Euskadi)                 | Yui Ishida                                                          |                        |
| Kazakhstan             | Rinata Sultanova                                               | Rinata Sultanova                                                    |                        |
| Lettonie               | Anastasia Carbonari (UAE Team ADQ)                             | Kitija Siltumena (Grouwels-Watersley R&D Road Team)                 |                        |
| Lituanie               | Olivija Baleišytė                                              | Olivija Baleišytė                                                   |                        |
| Luxembourg             | Marie Schreiber (SD Worx-Protime)                              | Christine Majerus (SD Worx-Protime)                                 |                        |
| Macédoine du Nord      | Elena Petrova                                                  | Elena Petrova                                                       |                        |
| Malaisie               | Nur Fitrah Shaari                                              | Siti Nur Adibah Akma Mohammed Fuad                                  |                        |
| Maroc                  | Mallika Benallal                                               | Mallika Benallal                                                    |                        |
| Maurice                | Kimberley Le Court de Billot (AG Insurance-Soudal Team)        | Kimberley Le Court de Billot (AG Insurance-Soudal Team)             |                        |
| Namibie                | Vera Looser                                                    | Vera Looser                                                         |                        |
| Norvège                | Mie Bjørndal Ottestad (Uno-X Mobility)                         | Katrine Aalerud (Uno-X Mobility)                                    |                        |
| Nouvelle-Zélande       | Ella Wyllie (Liv AlUla Jayco)                                  | Kim Cadzow (EF Education-Cannondale)                                |                        |
| Ouzbekistan            | Yanina Kuskova (Tashkent City Women Professional Cycling Team) | Margarita Misyurina (Tashkent City Women Professional Cycling Team) |                        |
| Panama                 | Wendy Ducreux (Soltec Iberoamérica Costa Cálida)               | Wendy Ducreux (Soltec Iberoamérica Costa Cálida)                    |                        |
| Paraguay               | Sonia Olmedo                                                   | Aracely Galeano                                                     |                        |
| Pays-Bas               | Chantal van den Broek-Blaak (SD Worx-Protime)                  | Riejanne Markus (Team Visma \| Lease a Bike)                        |                        |
| Pologne                | Dominika Włodarczyk (UAE Team ADQ)                             | Marta Jaskulska (Ceratizit-WNT Pro Cycling)                         |                        |
| Porto Rico             | Erialis Otero (Cantabria Deporte-Rio Miera)                    | Erialis Otero (Cantabria Deporte-Rio Miera)                         |                        |
| Portugal               | Daniela Campos (Eneicat-CMTeam)                                | Daniela Campos (Eneicat-CMTeam)                                     |                        |
| Roumanie               | Manuela Muresan (Soltec Iberoamérica Costa Cálida)             | Manuela Muresan (Soltec Iberoamérica Costa Cálida)                  |                        |
| Royaume-Uni            | Pfeiffer Georgi (Team dsm-firmenich PostNL)                    | Anna Henderson (Team Visma \| Lease a Bike)                         |                        |
| Russie                 | Tamara Dronova (Roland)                                        | Tamara Dronova (Roland)                                             |                        |
| Rwanda                 | Diane Ingabire (Canyon//SRAM Generation)                       | Diane Ingabire (Canyon//SRAM Generation)                            |                        |
| Salvador               | Sauking Shi                                                    | Sauking Shi                                                         |                        |
| Serbie                 | Jelena Erić (Movistar Team)                                    | Irina Stevanović                                                    |                        |
| Singapour              | Elizabeth Le Min Liau                                          | Faye Foo                                                            |                        |
| Slovaquie              | Nora Jenčušová (Bepink-Bongioanni)                             | Nora Jenčušová (Bepink-Bongioanni)                                  |                        |
| Slovénie               | Urška Žigart (Liv AlUla Jayco)                                 | Urška Žigart (Liv AlUla Jayco)                                      |                        |
| Suisse                 | Noemi Rüegg (EF Education-Cannondale)                          | Elena Hartmann (Roland)                                             |                        |
| Suède                  | Mika Söderström (Stockholm Cykelklubb)                         | Lisa Nordén                                                         |                        |
| Tchéquie               | Barbora Němcová (Team Dukla Praha)                             | Julia Kopecký (AG Insurance-Soudal NXTG)                            |                        |
| Thaïlande              | Phetdarin Somrat (Thailand Women's cycling team)               | Kamonrada Khaoplot                                                  |                        |
| Trinité-et-Tobago      | Teniel Campbell (Liv AlUla Jayco)                              | Teniel Campbell (Liv AlUla Jayco)                                   |                        |
| Tunisie                | Nadine Moussa                                                  | Nadine Moussa                                                       |                        |
| Ukraine                | Olga Shekel (A.R. Monex Women's)                               | Julia Biryukova (Human Powered Health)                              |                        |
| Venezuela              | Maria Daza                                                     | Angy Luna                                                           |                        |

### Moins de 23 ans hommes
Sont espoirs les coureurs nés après le 1er janvier 2002. Cependant certaines fédérations n'admettent pas certains coureurs espoirs dans cette catégorie en fonction du statut de leur équipe.
| Pays                   | Course en ligne                                              | Contre-la-montre                                      |
| ---------------------- | ------------------------------------------------------------ | ----------------------------------------------------- |
| Afrique du Sud         | Terlouw Jaedon                                               | Terlouw Jaedon                                        |
| Algérie                | Ayoub Ferkous (Académie Constantine)                         | Slimane Badlis (Nadi Riadhi Dely Ibrahim)             |
| Allemagne              | Niklas Behrens (Lidl-Trek Future Racing)                     | Tim Torn Teutenberg (Lidl-Trek Future Racing)         |
| Angola                 | Diego Albano (JT300)                                         | Cristian Teixeira (Amadores de Cicloturismo)          |
| Argentine              | Nehuén Erripa                                                | Valentín Roselló                                      |
| Australie              | Fergus Browning (Trinity Racing)                             | Jackson Medway (BridgeLane)                           |
| Autriche               | Marco Schrettl (Tirol-KTM)                                   | Adrian Stieger (Hrinkow Advarics)                     |
| Belgique               | Sente Sentjens (Alpecin-Deceuninck Development)              | Robin Orins (Lotto Dstny Development)                 |
| Belize                 | Derrick Chavarria (Rio Grande)                               | Eric Trapp (G-Flow)                                   |
| Bénin                  | Ted Tossavi (Turbo)                                          | Glorad Saizonou (Safi)                                |
| Biélorussie            | Zakhar Kaminski (Minsk CC)                                   | Kiryl Hutsko (Minsk CC U23)                           |
| Bolivie                | José Manuel Aramayo                                          | José Manuel Aramayo                                   |
| Bosnie-Herzégovine     |                                                              |                                                       |
| Botswana               | Thebeyame Ruele                                              | Gomolemo Kelaotswe                                    |
| Brésil                 | Wilson Sousa (Emthos)                                        | Luan Carlos Rodrigues (Indaiatuba)                    |
| Bulgarie               | Yordan Petrov (Hemus-1896 Troyan)                            | Yordan Petrov (Hemus-1896 Troyan)                     |
| Canada                 | Quentin Cowan (SCO Dijon Materiel-velo.com)                  | Jonas Walton (Ecoflo Chronos)                         |
| Chili                  | Claudio Álvarez (CC Patagonia Austral)                       | Diego Rojas (Plus Performance-Solutos)                |
| Chine                  | Pei Zhengyu (Bodywrap)                                       | Luo Pengpeng                                          |
| Colombie               | Brandon Rojas (GW Erco Shimano)                              | Freddy Ávila (Colombia Potencia de la Vida-Strongman) |
| Costa Rica             | Alejandro Granados (Colono-Bikestation-Kölbi)                | Donovan Ramírez (Colono-Bikestation-Kölbi)            |
| Danemark               | Pelle Køster (ColoQuick)                                     | Gustav Wang (Restaurant Suri-Carl Ras)                |
| Équateur               | Kevin Navas (Banco Guayaquil-Bianchi)                        | Kevin Navas (Banco Guayaquil-Bianchi)                 |
| Émirats arabes unis    | Mohammad Al Mutaiwei (UAE Emirates Gen-Z)                    | Abdulla Jasim Al-Ali (UAE Emirates Gen-Z)             |
| Érythrée               | Aklilu Arefayne (Wanty-Re Uz-Technord)                       | Aklilu Arefayne (Wanty-Re Uz-Technord)                |
| Espagne                | Hugo de la Calle (Padronés Cortizo)                          | Aitor Agirre (Laboral Kutxa)                          |
| Estonie                | Lauri Tamm (Voltas-Tartu 2024 by CCN)                        |                                                       |
| États-Unis             | Gavin Hlady (Aevolo )                                        | Artem Shmidt (Hagens Berman Jayco)                    |
| Finlande               | Nicolas Grönlund (CCH)                                       | Matias Ahtosalo (Korson Kaiku)                        |
| France                 | Noa Isidore (Decathlon AG2R La Mondiale Development)         | Maxime Decomble (Continentale Groupama-FDJ)           |
| Grande-Bretagne        | Bob Donaldson (Trinity Racing)                               | Tomos Pattinson (Visma-Lease a Bike Development)      |
| Grèce                  | Nikifóros Arvanítou                                          | Nikólaos Drákos                                       |
| Guatemala              | Rudy Matzar (ADD Quiché-Copiner)                             | Darío Rabinal (AC Chimaltenango)                      |
| Honduras               | Héctor Menéndez (Pro Bikes-Cemplus)                          | Héctor Menéndez (Pro Bikes-Cemplus)                   |
| Hong Kong              | Ngai Chung-ki                                                | Lee Chin-long (SHKP Supernova)                        |
| Hongrie                | Bálint Feldhoffer (Polti-Kometa U23)                         | Bertold Drijver (Multisport Akadémia SE)              |
| Inde                   | Uday Guled (Karnataka)                                       | Manav Sarada (Rajasthan)                              |
| Irlande                | Dean Harvey (Trinity Racing)                                 | Adam Rafferty (Hagens Berman Jayco)                   |
| Islande                | Davíð Jónsson (HFR)                                          | Davíð Jónsson (HFR)                                   |
| Israël                 | Matar Peretz (Israel Premier Tech Academy)                   | Emry Faingezicht (Israel Premier Tech Academy)        |
| Italie                 | Edoardo Zamperini (UC Trevigiani-Energiapura-Marchiol)       | Andrea Raccagni Noviero (Soudal Quick-Step Devo)      |
| Japon                  | Yoshiki Terada (Shimano Racing)                              | Koki Kamada (JCL Ukyo)                                |
| Kazakhstan             |                                                              |                                                       |
| Kosovo                 | Albion Kastrati (KC Kastrioti Ferizaj)                       | Albion Kastrati (KC Kastrioti Ferizaj)                |
| Lettonie               | Kristians Belohvošciks (UC Monaco)                           | Kristians Belohvošciks (UC Monaco)                    |
| Lituanie               | Žygimantas Matuzevičius (Voltas-Tartu 2024 by CCN)           | Jomantas Venckus (Voltas-Tartu 2024 by CCN)           |
| Luxembourg             | Mats Wenzel (Lidl-Trek Future Racing)                        | Mats Wenzel (Lidl-Trek Future Racing)                 |
| Macédoine du Nord      | Dimitar Jovanoski (Novapor Speedbike)                        | Dimitar Jovanoski (Novapor Speedbike)                 |
| Malaisie               | Muhammad Adam Razali                                         | Kee Zhe Yie (Terengganu)                              |
| Maroc                  | Ibrahim Essabahy (CC Détroit de Tanger)                      | Ibrahim Essabahy (CC Détroit de Tanger)               |
| Mexique                | José Ramón Muñiz (Petrolike)                                 | José Ramón Muñiz (Petrolike)                          |
| Moldavie               |                                                              |                                                       |
| Mongolie               |                                                              |                                                       |
| Namibie                | Kevin Lowe (Cymot Racing)                                    | Kevin Lowe (Cymot Racing)                             |
| Nicaragua              |                                                              | Leonardo Salgado (Real Estelí)                        |
| Norvège                | Halvor Dolven (Uno-X Mobility Development)                   |                                                       |
| Nouvelle-Zélande       | Marshall Erwood (MitoQ-NZ Cycling Project)                   | Guy Yarrell (Oxford Edge)                             |
| Ouzbékistan            | Dmitriy Bocharov (Tashkent City Professional)                | Farrukh Bobosherov (Tashkent City Professional)       |
| Pakistan               |                                                              |                                                       |
| Panama                 | Michael Caballero (Revolution)                               | Hassan Chan (Panamá es Cultura y Valores)             |
| Paraguay               | Carlos Acuña (Paraguay Cycles Club)                          | Carlos Acuña (Paraguay Cycles Club)                   |
| Pays-Bas               | Tibor Del Grosso (Alpecin-Deceuninck Development)            | Wessel Mouris (Metec-Solarwatt p/b Mantel)            |
| Philippines            | Jude Gabriel Francisco (7 Eleven Cliqq Roadbike Philippines) | Julius Tudtud                                         |
| Pologne                | Marek Kapela (Morbihan Adris Gwendal Oliveux)                | Kacper Gieryk (TC Chrobry Scott Głogów)               |
| Porto Rico             | Loyd Rivera (DCN)                                            | Abel Rosado                                           |
| Portugal               | Noah Campos (GI Group Holding-Simoldes-UDO)                  | Gonçalo Tavares (Hagens Berman Jayco)                 |
| République dominicaine | Nahuel Cruz (AC Training-Santiago)                           | Anderson Aracena (Verrazano-San Cristóbal)            |
| République tchèque     | Matyáš Fiala (ATT Investments)                               | Daniel Rubeš ((Elkov-Kasper)                          |
| Roumanie               | Mattew Denis Piciu (MENtoRISE MLMsuperstars)                 | Mihnea Harasim ((Skyline)                             |
| Salvador               | Josué Hurtado                                                | Josué Hurtado                                         |
| Serbie                 | Vladimir Milošević                                           | Luka Turkulov (Meblo Jogi Pro-Concrete)               |
| Singapour              |                                                              |                                                       |
| Slovaquie              | Dominik Dunár (Dukla Banská Bystrica)                        | Matthias Schwarzbacher (ATT Investments)              |
| Slovénie               | Gal Glivar (UAE Emirates Gen-Z)                              | Gal Glivar (UAE Emirates Gen-Z)                       |
| Suède                  | Ville Merlöv (Motala AIF Serneke Allebike)                   |                                                       |
| Suisse                 | Arnaud Tendon (Tudor U23)                                    | Fabian Weiss (Tudor U23)                              |
| Thaïlande              | Tinnapat Muangdet (Fisherman´s Friend Chiang Mai)            | Kongphob Thimachai (Roojai Insurance)                 |
| Trinité-et-Tobago      | Tariq Woods (Evolution Cycling Academy)                      | Liam Trepte (Cornwall Cycling Club)                   |
| Turquie                | Said Erdemli (Spor Toto)                                     | Ali Egin (Istanbul Büyüksehir Belediye)               |
| Ukraine                | Serhii Sydor (Ukraine Cycling Academy)                       | Semen Simon (Ukraine Cycling Academy)                 |
| Uruguay                | Ciro Pérez (Paysandú LIL)                                    | Ciro Pérez (Paysandú LIL)                             |
| Venezuela              | Arlex Méndez (Osorio Grupo City Bikes)                       | Jesús Goyo (MU Training-País de Futuro)               |
| Zimbabwe               | George Ascott                                                | Tinashe Marima                                        |